# Fear for Nobody
Fear for Nobody è un singolo del gruppo musicale italiano Måneskin, pubblicato il 18 gennaio 2019 come terzo estratto dal primo album in studio Il ballo della vita.

## Video musicale
Il video è stato reso disponibile il 18 gennaio 2019 attraverso il canale YouTube del gruppo.

## Formazione
Gruppo
- Damiano David – voce, arrangiamento
- Victoria De Angelis – basso, arrangiamento
- Ethan Torchio – batteria, percussioni, drum machine, arrangiamento
- Thomas Raggi – chitarra elettrica, chitarra acustica, chitarra resofonica, arrangiamento

Altri musicisti
- Fabrizio Ferraguzzo – arrangiamento, arrangiamenti fiati, orchestrazione, sintetizzatore, programmazione, drum machine, lap steel guitar
- Riccardo Jeeba Gibertini – arrangiamento fiati, tromba, flicorno soprano, trombone
- Marco Zaghi – arrangiamento fiati, sassofono tenore, sassofono baritono, flauto
- Enrico Brun – orchestrazione, sintetizzatore, organo Hammond, moog, mellotron, pianoforte, solina, programmazione, Farfisa
- Andrea Di Cesare – violino, viola
- Mattia Boschi – violoncello

Produzione
- Måneskin – produzione
- Fabrizio Ferraguzzo – produzione, missaggio, mastering
- Riccardo Damian – registrazione
- Enrico La Falce – missaggio, mastering

## Classifiche
| Classifica (2018-21) | Posizione massima |
| -------------------- | ----------------- |
| Grecia               | 61                |
| Italia               | 26                |
| Lituania             | 25                |